# Allan Svensson
Dan Allan Waldemar Svensson (Stoccolma, 16 febbraio 1951 – Stoccolma, 17 novembre 2024) è stato un attore svedese.

## Filmografia parziale
Cinema
- Svensson Svensson - Filmen, regia di Björn Gunnarsson (1997)
- Hassel: There Is No Mercy! (Hassel/Förgörarna), regia di Mikael Ruttkay Hylin (2000)
- Svensson Svensson ...i nöd & lust, regia di Leif Lindblom (2011)

Televisione
- Svensson Svensson - serie TV, 50 episodi (1994-2008)
- Maria Wern - serie TV, 35 episodi (2008-2021)